# Ван Иннис, Хуберт
Герард Теодор Хуберт Ван Иннис (нидерл. Gerard Theodor Hubert Van Innis; 24 февраля 1866, Элевейт — 25 ноября 1961, Земст) — бельгийский стрелок из лука, шестикратный чемпион летних Олимпийских игр 1900 и летних Олимпийских игр 1920. Он является самым титулованным стрелком из лука в истории Олимпийских игр и самым успешным бельгийским спортсменом.

## Летние Олимпийские игры 1900
На Играх в Париже Иннис стал дважды олимпийским чемпионом в классах «Кордон доре» на 33 м и «Шапеле» на 33 м. Также он получи серебряную награду в «Кордон доре» на 50 м. В «Шапеле» на 50 м он закончил соревнование четвёртым.

## Летние Олимпийские игры 1920
На Играх в Антверпене Иннис получил четыре золотые медали и две серебряные. Он стал чемпионом в стрельбе по подвижной птице на 28 м, 33 м, и среди команд на 33 м и 50 м. Вторые места он занимал в стрельбе по подвижной птице на 50 м на 28 м среди команд. В остальных соревнованиях Иннис не принял участия.